# Orthogonalitätsrelationen
Im mathematischen Teilgebiet der Gruppentheorie sind die Orthogonalitätsrelationen bestimmte Beziehungen zwischen Charakteren von Darstellungen einer Gruppe. Der Name rührt daher, dass man auf einem geeigneten Funktionenraum, der die Charaktere enthält, ein inneres Produkt definieren kann, bzgl. dessen verschiedene Charaktere tatsächlich orthogonal sind.

## Definitionen
Im Folgenden sei {\displaystyle G} eine endliche Gruppe. Für einen Körper {\displaystyle K} betrachten wir die Menge {\displaystyle S(G,K)} aller Funktionen {\displaystyle \alpha \colon G\rightarrow K}. Da man solche Funktionen mittels der Definition
{\displaystyle (\alpha +k\beta )(g):=\alpha (g)+k\beta (g)}   für   {\displaystyle \alpha ,\beta \in S(G,K),\,k\in K,\,g\in G}
addieren und mit Elementen aus dem Körper multiplizieren kann, liegt ganz offenbar ein K-Vektorraum vor. Man kann zwei solche Funktionen sogar multiplizieren, das heißt, es handelt sich sogar um eine K-Algebra.
Endlichdimensionale Darstellungen der Gruppe {\displaystyle G} über einem Körper {\displaystyle K} sind Homomorphismen {\displaystyle \rho \colon G\rightarrow \mathrm {GL} (V)} in die allgemeine lineare Gruppe über einem endlichdimensionalen {\displaystyle K}-Vektorraum {\displaystyle V}. Bezeichnet {\displaystyle \mathrm {tr} } die Spur {\displaystyle \mathrm {GL} (V)\rightarrow K}, so nennt man die Komposition {\displaystyle \mathrm {tr} \circ \rho \colon G\rightarrow K} den Charakter der Darstellung.
Charaktere von Darstellungen sind offenbar Elemente des Raums {\displaystyle S(G,K)}.
Den Charakter einer irreduziblen Darstellung nennt man ebenfalls irreduzibel.
Wir betrachten von nun an den Fall, dass die Charakteristik des Körpers kein Teiler der Gruppenordnung ist. Das ist bei Körpern der Charakteristik 0 und damit für die wichtigen Körper {\displaystyle \mathbb {Q} ,\mathbb {R} } oder {\displaystyle \mathbb {C} } stets gegeben. Insbesondere können wir im Körper durch die Gruppenordnung {\displaystyle |G|} dividieren und damit
{\displaystyle \langle \alpha ,\beta \rangle _{G}:={\frac {1}{|G|}}\sum _{x\in G}\alpha (x)\beta (x^{-1})}
definieren. Leicht zeigt man, dass {\displaystyle \langle \,,\,\rangle _{G}} eine symmetrische, nicht-ausgeartete K-Bilinearform auf {\displaystyle S(G,K)} ist. Man spricht daher von einem inneren Produkt, auch wenn diese Bezeichnung bei vielen Autoren für die Körper {\displaystyle \mathbb {R} } oder {\displaystyle \mathbb {C} } reserviert ist. {\displaystyle K=\mathbb {C} } ist wegen der zusätzlichen algebraischen Abgeschlossenheit der weitaus wichtigste Anwendungsfall.

## Die Orthogonalitätsrelationen
Es seien {\displaystyle G} eine endliche Gruppe, {\displaystyle K} ein Körper, dessen Charakteristik kein Teiler der Gruppenordnung ist, und {\displaystyle \chi } und {\displaystyle \psi } seien zwei verschiedene, irreduzible Charaktere der Gruppe über {\displaystyle K}. Dann gilt:
- {\displaystyle \langle \chi ,\psi \rangle _{G}=0}, das heißt, verschiedene irreduzible Charaktere sind orthogonal.
- Ist {\displaystyle K} algebraisch abgeschlossen, so gilt {\displaystyle \langle \chi ,\chi \rangle _{G}=1}, das heißt, die irreduziblen Charaktere sind orthonormal.

## Charaktertafel
Wir betrachten den Körper {\displaystyle \mathbb {C} }.
Eine endliche Gruppe hat bekanntlich genau so viele irreduzible Charaktere {\displaystyle \chi _{1},\ldots ,\chi _{r}} wie Konjugationsklassen {\displaystyle C_{1},\ldots ,C_{r}}. Ferner sind die Charaktere auf Konjugationsklassen konstant, sodass es genügt, die Werte {\displaystyle \chi _{i}(c_{j})} für beliebig gewählte Elemente {\displaystyle c_{j}\in C_{j}} zu kennen. Legt man fest, dass {\displaystyle C_{1}} stets die einelementige Konjugationsklasse des neutralen Elements und {\displaystyle \chi _{1}} stets der Charakter der trivialen Darstellung sein soll, dann kann man die Gesamtheit der Charaktere leicht in folgendem, Charaktertafel genannten, quadratischen Schema überblicken, wobei die Einträge {\displaystyle d_{i}=\chi _{i}(1)} die Dimensionen der zu den Charakteren gehörigen irreduziblen Darstellungen sind.
| {\displaystyle G}         | {\displaystyle 1}       | {\displaystyle \|C_{2}\|}        | {\displaystyle \ldots } | {\displaystyle \|C_{r}\|}        |
|                           | {\displaystyle 1}       | {\displaystyle c_{2}}            | {\displaystyle \ldots } | {\displaystyle c_{r}}            |
| ------------------------- | ----------------------- | -------------------------------- | ----------------------- | -------------------------------- |
| {\displaystyle \chi _{1}} | {\displaystyle 1}       | {\displaystyle 1}                | {\displaystyle \ldots } | {\displaystyle 1}                |
| {\displaystyle \chi _{2}} | {\displaystyle d_{2}}   | {\displaystyle \chi _{2}(c_{2})} | {\displaystyle \ldots } | {\displaystyle \chi _{2}(c_{r})} |
| {\displaystyle \vdots }   | {\displaystyle \vdots } | {\displaystyle \vdots }          | {\displaystyle \ddots } | {\displaystyle \vdots }          |
| {\displaystyle \chi _{r}} | {\displaystyle d_{r}}   | {\displaystyle \chi _{r}(c_{2})} | {\displaystyle \ldots } | {\displaystyle \chi _{r}(c_{r})} |

Die Orthogonalitätsrelationen schlagen sich wie folgt in der Charaktertafel nieder.

### Orthogonalität der Zeilen
Die Orthogonalitätsrelationen schreiben sich unter Verwendung des Kronecker-Deltas kompakt als
{\displaystyle |G|\delta _{i,j}=|G|\langle \chi _{i},\chi _{j}\rangle _{G}=\sum _{x\in G}\chi _{i}(x)\chi _{j}(x^{-1})=\sum _{k=0}^{r}|C_{k}|\chi _{i}(c_{k}){\overline {\chi _{j}(c_{k})}}},
denn die Charaktere sind auf Konjugationsklassen konstant und {\displaystyle \chi (x^{-1})={\overline {\chi (x)}}} für Charaktere {\displaystyle \chi }.
Trotz der auftretenden Faktoren {\displaystyle |C_{k}|} nennt man diese Beziehung die Orthogonalität der Zeilen der Charaktertafel. Man kann diese Gleichungen auch als Matrizenmultiplikation lesen. Definiert man nämlich {\displaystyle X=(\chi _{i}(c_{k}))_{i,k=1,\ldots ,n}} und {\displaystyle Y=(|C_{k}|{\overline {\chi _{j}(c_{k})}})_{k,j=1,\ldots ,n}}, so ist obige Gleichung nichts anderes als
{\displaystyle |G|\cdot 1_{r}=XY},
wobei {\displaystyle 1_{r}} die Einheitsmatrix ist. Insbesondere sind {\displaystyle X} und {\displaystyle Y} invertierbar.

### Orthogonalität der Spalten
Multipliziert man obige Matrixgleichung von links mit {\displaystyle X^{-1}} und von rechts mit {\displaystyle X}, so erhält man:
{\displaystyle |G|\cdot 1_{r}=YX}
In Komponentenschreibweise bedeutet das
{\displaystyle |G|\delta _{k,l}=\sum _{j=1}^{r}|C_{k}|{\overline {\chi _{j}(c_{k})}}\chi _{j}(c_{l})}
oder, da das {\displaystyle |C_{k}|} unter der Summe konstant ist:
{\displaystyle {\frac {|G|}{|C_{k}|}}\delta _{k,l}=\sum _{j=1}^{r}{\overline {\chi _{j}(c_{k})}}\chi _{j}(c_{l})}
Diese Beziehung nennt man in naheliegender Weise die Orthogonalität der Spalten.

## Orthogonalitätsrelationen für Darstellungen
Da Charaktere die Spuren von Darstellungen sind, wird man ähnliche Orthogonalitätsrelationen für Darstellungen erwarten, tatsächlich werden diese für den Beweis obiger Orthogonalitätsrelationen verwendet. Da Darstellungen ihre Werte aber nicht im Körper {\displaystyle K}, sondern in allgemeinen linearen Gruppen über Vektorräumen annehmen, ist die Formulierung etwas aufwändiger. Wie schon oben beschränken wir uns auf endlichdimensionale Darstellungen und wählen als Vektorraum einer {\displaystyle d}-dimensionalen Darstellung den Koordinatenraum {\displaystyle K^{d}}, was letztlich der nicht eindeutigen Wahl einer Basis entspricht. Eine Darstellung {\displaystyle \rho \colon G\rightarrow \mathrm {GL} (K^{d})\cong \mathrm {Mat} (d,K)} hat damit Werte in den {\displaystyle d}-reihigen quadratischen Matrizen über {\displaystyle K} und man kann die Komponentenfunktionen
{\displaystyle \rho _{i,j}\colon G\rightarrow K,\quad \rho _{i,j}(x)={\text{(i,j)-te Komponente von }}\rho (x)}
betrachten. Mit diesen Definitionen besteht folgender Satz:
Es seien {\displaystyle G} eine endliche Gruppe, {\displaystyle K} ein Körper, dessen Charakteristik kein Teiler der Gruppenordnung ist; {\displaystyle \rho } und {\displaystyle \sigma } seien zwei irreduzible Darstellungen der Gruppe über {\displaystyle K}. Dann gilt:
- Sind {\displaystyle \rho } und {\displaystyle \sigma } nicht äquivalent, so ist

{\displaystyle \sum _{x\in G}\rho _{i,j}(x)\sigma _{r,s}(x^{-1})=0}   für alle Komponentenfunktionen von {\displaystyle \rho } und {\displaystyle \sigma }.
- Ist {\displaystyle K} algebraisch abgeschlossen, so gilt

{\displaystyle \sum _{x\in G}\rho _{i,j}(x)\rho _{r,s}(x^{-1})={\frac {|G|}{\mathrm {dim} (\rho )}}\delta _{i,s}\delta _{j,r}}   für alle Komponentenfunktionen von {\displaystyle \rho }.

## Anwendungen
Die Orthogonalitätsrelationen bilden einen Eckpfeiler der sehr weit ausgebauten Darstellungstheorie der Gruppen. Wir beschränken uns im Folgenden auf den Fall {\displaystyle K=\mathbb {C} } und bringen nur einige sehr elementare Anwendungen, um den Einsatz der Orthogonalitätsrelationen zu verdeutlichen.

### Summen irreduzibler Charaktere
Die verschiedenen, irreduziblen Charaktere {\displaystyle \chi _{1},\ldots ,\chi _{r}} einer Gruppe sind nicht nur orthonormal, aus Dimensionsgründen erzeugen sie auch den Raum der sogenannten Klassenfunktionen, das heißt von Funktionen, die auf Konjugationsklassen konstant sind. Die irreduziblen Charaktere bilden daher eine Orthonormalbasis im Raum der Klassenfunktionen. Insbesondere ist jede Klassenfunktion eine eindeutige Linearkombination irreduzibler Charaktere.
Nach dem Satz von Maschke ist jede endlichdimensionale Darstellung einer endlichen Gruppe direkte Summe irreduzibler Darstellungen. Durch Spurbildung erhält man, dass jeder Charakter {\displaystyle \chi } Summe irreduzibler Charaktere ist, das heißt:
{\displaystyle \chi =\sum _{i=1}^{r}n_{i}\chi _{i}}   mit {\displaystyle n_{i}\in \mathbb {N} _{0}}
Die Koeffizienten {\displaystyle n_{i}} lassen sich mittels Orthogonalität sofort bestimmen:
{\displaystyle n_{i}=\sum _{j=1}^{r}\delta _{i,j}n_{j}=\sum _{j=1}^{r}n_{j}\langle \chi _{i},\chi _{j}\rangle _{G}=\langle \chi _{i},\sum _{j=1}^{r}n_{j}\chi _{j}\rangle _{G}=\langle \chi _{i},\chi \rangle _{G}}

### Irreduzibilitätkriterium
Ist {\displaystyle \rho } eine endlichdimensionale Darstellung mit Charakter {\displaystyle \chi }, so ist {\displaystyle \rho } genau dann irreduzibel, wenn {\displaystyle \langle \chi ,\chi \rangle _{G}=1}.
Beweis: Dass Charaktere irreduzibler Darstellungen diese Eigenschaft haben, ist der zweite Punkt obiger Orthogonalitätsrelationen. Umgekehrt ist jeder Charakter {\displaystyle \textstyle \chi =\sum _{i=1}^{r}n_{i}\chi _{i}} Summe irreduzibler Charaktere und daraus folgt wegen der Orthonormalität {\displaystyle \textstyle \langle \chi ,\chi \rangle _{G}=\sum _{i=1}^{r}n_{i}^{2}} mit natürlichen Zahlen {\displaystyle n_{i}}. Ist dies gleich 1, so bleibt nur die Möglichkeit {\displaystyle n_{i}=1} für ein {\displaystyle i} und {\displaystyle n_{j}=0} für alle anderen Koeffizienten. Daraus folgt {\displaystyle \chi =\chi _{i}}, das heißt {\displaystyle \chi } ist irreduzibel und damit auch {\displaystyle \rho }.

### Vervollständigung von Charaktertafeln
Mittels der Orthogonalitätsrelationen können Teile von Charaktertafeln erschlossen werden.
Als Beispiel betrachten wir die symmetrische Gruppe S3. Neben der trivialen Konjugationsklasse {\displaystyle C_{1}} haben wir die Konjugationsklasse {\displaystyle C_{2}} der drei Transpositionen und {\displaystyle C_{3}} der beiden Elemente der Ordnung 3. Als offensichtliche eindimensionale Darstellungen haben wir die triviale Darstellung {\displaystyle \chi _{1}} und die Signum-Funktion {\displaystyle \chi _{2}}. Da es genau so viele Charaktere wie Konjugationsklassen gibt, fehlt noch ein Charakter {\displaystyle \chi _{3}}, dessen Werte wir noch nicht kennen. Die Charaktertafel hat also die Gestalt
| {\displaystyle S_{3}}     | {\displaystyle 1}       | {\displaystyle 3}           | {\displaystyle 2}             |
|                           | {\displaystyle c_{1}=1} | {\displaystyle c_{2}=(1,2)} | {\displaystyle c_{3}=(1,2,3)} |
| ------------------------- | ----------------------- | --------------------------- | ----------------------------- |
| {\displaystyle \chi _{1}} | {\displaystyle 1}       | {\displaystyle 1}           | {\displaystyle 1}             |
| {\displaystyle \chi _{2}} | {\displaystyle 1}       | {\displaystyle -1}          | {\displaystyle 1}             |
| {\displaystyle \chi _{3}} | {\displaystyle x}       | {\displaystyle y}           | {\displaystyle z}             |

mit noch unbekannten {\displaystyle x,y,z}. Diese lassen sich mittels der Orthogonalitätsrelationen bestimmen, ohne die fehlende irreduzible Darstellung zu kennen, es werden nicht einmal weitere Details der Gruppe benötigt.
Aus der Orthogonalität für Spalten folgt für die erste Spalte
{\displaystyle 6=|S_{3}|=1^{2}+1^{2}+x^{2}},
also {\displaystyle x=\pm 2}. Da in der ersten Spalte aber die Dimensionen (Spuren von Einheitsmatrizen) stehen, muss {\displaystyle x>0} sein, also {\displaystyle x=2}.
Für die zweite Spalte folgt
{\displaystyle {\frac {6}{3}}={\frac {|S_{3}|}{|C_{2}|}}=1^{2}+1^{2}+y^{2}},
und da bleibt nur {\displaystyle y=0}.
Da die dritte Spalte zur ersten orthogonal ist, folgt
{\displaystyle 0=1\cdot 1+1\cdot 1+2\cdot z},
also {\displaystyle z=-1}. Damit ist die Charaktertafel der Gruppe S3 vollständig bestimmt.

## Bemerkungen
Die Orthogonalitätsrelationen gehen auf eine Arbeit von Ferdinand Georg Frobenius aus dem Jahre 1896 zurück, dort werden auch Charaktertafeln besprochen. Eine Überarbeitung dieser Theorie wurde von Issai Schur unternommen, man findet daher auch die Bezeichnung schursche Orthogonalitätsrelationen.
Endliche Gruppen sind kompakte Gruppen, deren haarsches Maß jeder einelementigen Menge das Maß {\displaystyle \textstyle {\frac {1}{|G|}}} zuordnet. Man erhält analoge Resultate für unendliche kompakte Gruppen, wenn man Summationen der Form {\displaystyle \textstyle {\frac {1}{|G|}}\sum _{x\in G}} durch Integrale nach dem haarschen Maß ersetzt. John von Neumann hatte 1934 erste Ergebnisse in dieser Richtung erzielt, allerdings noch unter Verwendung fastperiodischer Funktionen. Eine modernere Darstellung, die das haarsche Maß verwendet, findet sich zum Beispiel im unten genannten Lehrbuch „Representations of Finite and Compact Groups“ von Barry Simon.